# پارک ورزشی برونتون
پارک ورزشی برونتون (به انگلیسی: Brunton Park) یک ورزشگاه فوتبال در بریتانیا است که در کارلایل، کامبریا واقع شده‌است.